# Từ Nhược Tuyên
Từ Nhược Tuyên (sinh ngày 19 tháng 3 năm 1975) là nữ ca sĩ, diễn viên Đài Loan từng hoạt động tại Nhật Bản từ năm 1995. Ngoài ra Từ Nhược Tuyên cũng là giọng nữ chính của ban nhạc nhảy Black Biscuits, từng phát hành sáu đĩa đơn, Stamina, Timing, Relax, Bye-Bye, và một album Life. Tất cả bốn đĩa đơn đều đã góp mặt trong bảng xếp hạng Oricon, và Life xếp thứ 6 trong bảng xếp hạng các album.

## Tiểu sử
Cô sinh ra với tên Từ Thục Quyên và sử dụng tên này cho đến khi bước chân vào làng người mẫu. Ba mẹ ly dị khi cô còn nhỏ, cô theo học trường Trung học Jianxing Đài Bắc trường Phổ thông Shulinguo. Là con thứ hai trong gia đình có ba người con, Từ Nhược Tuyên có cha là người Khách Gia đến từ Quảng Đông và mẹ là người Thái Nhã gốc Đài.

## Sự nghiệp
Sự nghiệp giải trí của Từ Nhược Tuyên bắt đầu khi cô đạt giải Nhất trong cuộc thi "Người đẹp tài năng" do đài CTS của Đài Loan tổ chức năm 1990. Lúc đó cô còn đang phải giao thức ăn bằng xe đạp và khán giả dần nhận ra cô sau khi xem truyền hình. Cũng năm đó cô gia nhập nhóm nhạc 3 người "Girls' Team" (少女隊). Phát hành 2 album vào năm 1991 và 1992, sau đó tan rã. Kể từ đó cô làm nghề người mẫu.